# 朱尊权
朱尊权（1919年2月3日—2012年7月16日），湖北襄阳人，生于北京，中国烟草生产及卷烟加工工艺技术专家。1941年毕业于中央大学农学院，1948年取得美国肯塔基大学硕士学位，后在肯塔基大学烟草研究室任助理研究员。1950年代初回国，历任烟草研究单位高级工程师，中国烟草总公司郑州烟草研究院副所长、名誉院长。1997年当选中国工程院院士。2012年7月16日在郑州逝世，享年93岁。

## 荣誉
- 全国烟草行业有突出贡献专家
- 全国烟草行业劳动模范
- 河南省科技功臣
- 2008年被国际烟草科研合作中心(CORESTA)授予CORESTA奖